# Dammtjärnen (Ärtemarks socken, Dalsland, vid Tegane)
Dammtjärnen är en sjö i Bengtsfors kommun i Dalsland och ingår i Göta älvs huvudavrinningsområde. Sjön har en area på 0,149 kvadratkilometer och ligger 114,3 meter över havet.

## Delavrinningsområde
Dammtjärnen ingår i det delavrinningsområde (656107-128977) som SMHI kallar för Utloppet av Dammtjärn. Medelhöjden är 147 meter över havet och ytan är 4,06 kvadratkilometer. Det finns inga avrinningsområden uppströms utan avrinningsområdet är högsta punkten. Vattendraget som avvattnar avrinningsområdet har biflödesordning 3, vilket innebär att vattnet flödar genom totalt 3 vattendrag innan det når havet efter 209 kilometer. Avrinningsområdet består mestadels av skog (94 procent). Avrinningsområdet har 0,15 kvadratkilometer vattenytor vilket ger det en sjöprocent på 3,6 procent.